# 小行星3644
小行星3644（英語：3644 Kojitaku）是一颗围绕太阳公转的小行星。1931年10月5日，卡尔·威廉·雷睦斯在海德堡发现了此天体。
这颗小行星的绝对星等为81.84253等。